# Brhlíček
Brhlíček (Daphoenositta) je rod pěvců, jediný zástupce čeledi brhlíčkovití (Neosittidae). Zahrnuje tři druhy, z nichž dva se vyskytují na Nové Guineji a jeden v Austrálii.

## Systematika
Za popisnou autoritu rodu Daphoenositta je pokládán anglický zoolog Charles Walter De Vis (1897), za popisnou autoritu čeledi Neosittidae pak americký zoolog Robert Ridgway (1904). Rod zahrnuje tři druhy, přičemž všechny představují endemity australské zoogeografické oblasti:
- Daphoenositta chrysoptera (Latham, 1801) – brhlíček proměnlivý (Austrálie s výjimkou Tasmánie);
- Daphoenositta miranda De Vis, 1897 – brhlíček černý (Nová Guinea);
- Daphoenositta papuensis (Schlegel, 1871) – brhlíček papuánský (Nová Guinea).

Nutno dodat, že historicky spadalo větší množství klasifikovaných druhů brhlíčků hned do dvou rodů, Daphoenositta a Neositta. Výčet recentních forem navíc doplňuje ještě brhlíček Daphoenositta trevorworthyi, jehož fosilní pozůstatky byly objeveny v australském Riversleigh, datovány do středního miocénu a vědecky popsány roku 2016.
Předmolekulární systematika brhlíčky klasifikovala coby zástupce brhlíkovitých (Sittidae), případně v rámci sběrné skupiny timáliovitých (Timaliidae s.l.). Podobnost s pravými brhlíky představuje jednoznačně důsledek konvergentní evoluce, jak prokázaly již průkopnické práce Sibleyho a Ahlquista založené na DNA-DNA hybridizaci z 80. let 20. století. Příbuzenské vztahy brhlíčků zůstávají nejisté, jde zřejmě o starou linii korvidních zpěvných, jež nemusí být blíže příbuzná jiným konkrétním čeledím. Studie Aggerbeck et al., 2014 nicméně tento rod pokládala za sesterský vůči pištci laločnatému (Eulacestoma nigropectus), studie Oliveros & kol., 2019 pak vůči rodu Mohoua.

## Charakteristika

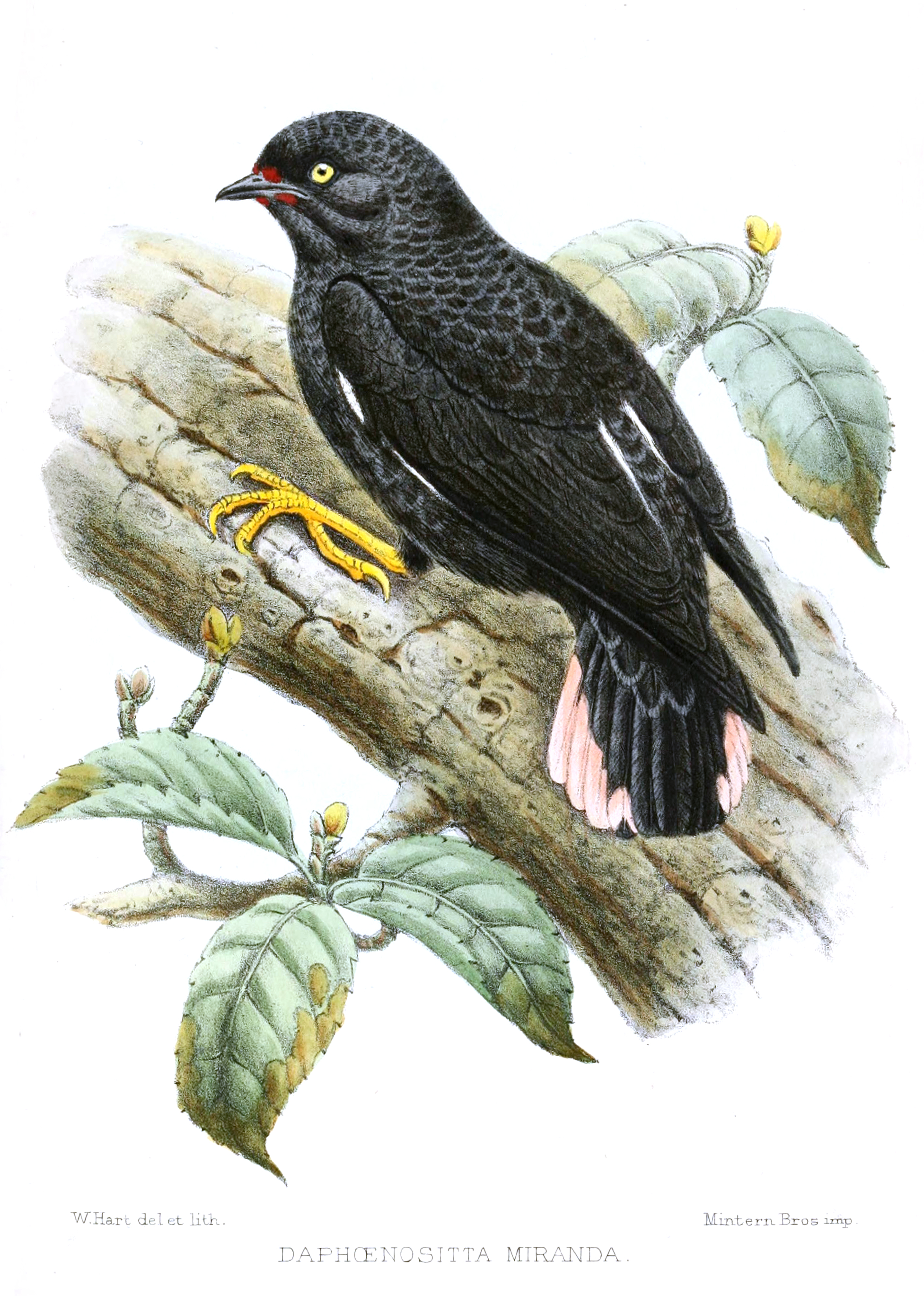
Brhlíček černý

Brhlíčci představují malé pěvce, jejich velikost činí asi 10 až 14 cm. Vyznačují se středně dlouhými zaoblenými křídly, krátkým ocasem a středně velkou hlavou na krátkém a tlustém krku. Zobák je tenký, na konci mírně zahnutý. Končetiny jsou středně dlouhé a štíhlé, s úzkými prsty, jež však nesou výrazné drápky. Opeření je buďto černé a na obličeji růžové (brhlíček černý), anebo černo-šedo-bílé, přičemž v odstínech opeření se objevuje mírný pohlavní dimorfismus. Jde převážně o hmyzožravce různých zalesněných regionů, jídelníček z velké části tvoří hmyzí larvy a podle neoficiálních záznamů mohou tito ptáci při jejich dolování ze dřeva využívat i primitivních nástrojů. Miskovitá nebo válcovitá hnízda si tito ptáci budují ze stromové kůry, zvířecí srsti, rostlinného chmýru a pavučin, přičemž bývají dovedně maskována. Snůšku tvoří 2 až 3 vejce, relativně dlouhá inkubace trvá 19 až 20 dní, opeření mláďat nastává za dalších 18 až 20 dní a zhruba dalších 80 dní jsou navíc dále krmena. Brhlíčci hnízdí kooperativně, v péči o mláďata pomáhá potomstvo z předchozích snůšek („helpers“); někdy však mohou současně zahnízdit dvě samice, a to dokonce ve stejném hnízdě.